# Synactia
Synactia är ett släkte av tvåvingar. Synactia ingår i familjen parasitflugor.
Kladogram enligt Catalogue of Life:
| Synactia | \| \| Synactia carbonata \| \| \| \| \| \| Synactia parvula \| \| \| \| |
|          | \| \| Synactia carbonata \| \| \| \| \| \| Synactia parvula \| \| \| \| |
|          | Synactia carbonata                                                      |
|          |                                                                         |
|          | Synactia parvula                                                        |
|          |                                                                         |